# Bad 25
Bad 25 ist eine Spezial-Edition des siebten Studioalbums Bad von Michael Jackson zum 25. Jahrestag. Bad ist das zweite Album von Jackson, welches an seinem 25. Jahrestag wiederveröffentlicht wird. Das erste Album, das wiederveröffentlicht wurde, war Thriller (Thriller 25). In einer Presseinformation im Mai 2012 wurde bekannt gegeben, dass das Album, das weltweit über 30 Millionen Kopien (das drittbestverkaufte Album aller Zeiten) verkaufte, am 18. September 2012 wiederveröffentlicht wird. Zusammen mit dem ursprünglichen Album enthält Bad 25 unveröffentlichte Demoaufnahmen und eine Live-CD und DVD von Jacksons Aufführung im Wembley-Stadion während seiner Bad World Tour, welche von Prinzessin Diana und Prinz Charles bejubelt wurde.

## Veröffentlichung
Im Mai 2012 wurde bekannt gegeben, dass Bad 25 in verschiedenen Formaten am 18. September 2012 veröffentlicht wird. Das Album, ein Zwei-Disc-Satz, wird das ursprüngliche Album, sowie unveröffentlichtes Material enthalten, das während der Bad-Era aufgenommen wurde. Das Material schließt frühe Demoversionen von Liedern des Originalalbums, Demos von Liedern, die nicht auf das Endalbum kamen und Remixe ein. Eine DVD von Jacksons Auftritt am 16. Juli 1988 im Wembley-Stadion (London) wird auch veröffentlicht. Diese Aufführung von Jacksons Bad World Tour wird häufig als eine von Jacksons besten Performances bezeichnet und ist seit Jahren als Veröffentlichung für Fans angekündigt worden.
Ein Boxset, das Broschüren mit Fotos umfasst, wird sowohl das Zwei-Disc-Album als auch die DVD zusammen mit einer CD der Wembley-Audio-Aufführung einschließen. Eine Schallplatte der ursprünglichen 1987-Ausgabe wird auch veröffentlicht. Allerdings erhält sie nicht das Lied Leave Me Alone, da der Song 1987 nur auf CD erhältlich war, nicht auf der Schallplattenversion.
Bad 25 ist das zehnte Album, welches nach Michael Jacksons Tod im Juni 2009 veröffentlicht wurde. Alle zehn Alben wurden von Sony und Motown/Universal herausgegeben.

## Markteinführung und Promotion
Pepsi plant, den 25. Jahrestag von Bad zu fördern, indem eine Milliarde Dosen mit einem Foto von Michael Jackson aus dem Smooth Criminal-Video produziert werden. Die Aktion ist ein Teil der Pepsi-Kampagne „Live for Now“. Limitierte Ausgaben von 450-ml-Dosen werden auch produziert. Alle Dosen werden weltweit verkauft.
Spike Lee hat bekannt gegeben, dass er eine Dokumentation über Bad, dem Nachfolgealbum von Thriller, produziert hat. Das genaue Datum für die Freigabe ist nicht bekannt gegeben, jedoch soll der Film bei den Internationalen Filmfestspielen von Venedig, welche vom 29. August 2012 bis zum 8. September 2012 stattfinden, veröffentlicht werden. Der Dokumentarfilm wird hinter die Kulissen der Musik-Clips von Liedern des Albums schauen, wie z. B. bei The Way You Make Me Feel. Er wird auch spezielle Gäste einschließen, die über das Album sprechen. Dabei handelt es sich um Leute, die bei Bad mitwirkten, beispielsweise Sheryl Crow, die auf der Bad World Tour mit Jackson I Just Can’t Stop Loving You sang. Es wird nicht nur um das Album gehen, sondern auch um die Meinung der Stars, wie sie die Zusammenarbeit mit Jackson fanden. Die Dokumentation wird allerdings auch Künstler enthalten, die durch Bad beeinflusst wurden, wie z. B. CeeLo Green. Spike Lee sagte, dass der Dokumentarfilm eine persönlichere Seite von Michael Jackson zeigen wird und meinte: „Er hatte einen großen Sinn für Humor, und er war so komisch! Sie werden viel von diesem Zeug sehen!“

## Formate
Standard-Edition
- Zwei-Disc-Set (Originalalbum + Album mit unveröffentlichten Materialien)[9]

Deluxe-Edition
- Vier-Disc-Set (Standard-Edition + Konzert-CD + Konzert-DVD)[10]

Deluxe-Sammler-Edition
- Vier-Disc-Set (Deluxe-Edition) + exclusives T-Shirt + ein vielfältiges Bad World Tour Andenkenpaket[11]

Schallplattenbild
- Bild vom Cover des Originalalbums (Bad)[12]

Walmart-Exclusiv-Edition
- Zwei-Disc-Set (Standard-Edition) + exclusives T-Shirt[13]

Exclusiv-Edition
- Drei-Disc-Set (Standard-Edition + exclusive Musicvideo-DVD mit allen Videos der Lieder auf Bad)[14]

iTunes-Exclusiv-Ausgabe
- Drei-Disc-Set (Deluxe-Edition ohne DVD) + das Musikvideo von Bad[15]

## Titelliste

### Standard-Version

#### CD 1:Originalalbum
| Titel                                                       | Autor(en)                    | Länge |
| ----------------------------------------------------------- | ---------------------------- | ----- |
| 01. Bad                                                     | Michael Jackson              | 4:07  |
| 02. The Way You Make Me Feel                                | Michael Jackson              | 4:59  |
| 03. Speed Demon                                             | Michael Jackson              | 4:01  |
| 04. Liberian Girl                                           | Michael Jackson              | 3:53  |
| 05. Just Good Friends (Duett mit Stevie Wonder)             | Terry Britten, Graham Lyle   | 4:08  |
| 06. Another Part of Me                                      | Michael Jackson              | 3:54  |
| 07. Man in the Mirror                                       | Siedah Garrett, Glen Ballard | 5:19  |
| 08. I Just Can’t Stop Loving You (Duett mit Siedah Garrett) | Michael Jackson              | 4:25  |
| 09. Dirty Diana                                             | Michael Jackson              | 4:52  |
| 10. Smooth Criminal                                         | Michael Jackson              | 4:19  |
| 11. Leave Me Alone                                          | Michael Jackson              | 4:40  |

#### CD 2: Unveröffentlichte Demos und Remixe der Bad-Era
| Titel                                                         | Autor(en)                          | Länge |
| ------------------------------------------------------------- | ---------------------------------- | ----- |
| 01. Don’t Be Messin’ ’Round                                   | Michael Jackson                    | 4:19  |
| 02. I'm So Blue                                               | Michael Jackson                    | 4:06  |
| 03. Song Groove (a.k.a. Abortion Papers)                      | Michael Jackson                    | 4:25  |
| 04. Free                                                      | Michael Jackson                    | 4:32  |
| 05. Price of Fame                                             | Michael Jackson                    | 4:32  |
| 06. Al Capone                                                 | Michael Jackson                    | 3:33  |
| 07. Streetwalker1                                             | Michael Jackson                    | 5:48  |
| 08. Fly Away1                                                 | Michael Jackson                    | 3:27  |
| 09. Todo Mi Amor Eres Tu1 2 (Duett mit Siedah Garrett)        | Michael Jackson, Rubén Blades      | 4:04  |
| 10. Je Ne Veux Pas La Fin De Nous3 (Duett mit Siedah Garrett) | Michael Jackson, Christine Decroix | 4:04  |
| 11. Bad (Afrojack-Remix mit Pitbull als DJ-Buddha-Edition)    | Michael Jackson                    | 4:29  |
| 12. Speed Demon (Nero-Remix)                                  | Michael Jackson                    | 4:08  |
| 13. Bad (Afrojack-Remix als Club-Mix)                         | Michael Jackson                    | 7:31  |

### Deluxe Edition Bonus Discs

#### CD 3: Michael Jackson: Live imWembley-Stadion(16. Juli 1988)
| Titel                                                         | Autor(en)                                                                                      | Länge |
| ------------------------------------------------------------- | ---------------------------------------------------------------------------------------------- | ----- |
| Wanna Be Startin’ Somethin’                                   | Michael Jackson                                                                                | 5:18  |
| This Place Hotel (a.k.a. Heartbreak Hotel) (mit The Jacksons) | Michael Jackson                                                                                | 4:56  |
| Another Part of Me                                            | Michael Jackson                                                                                | 4:03  |
| I Just Can’t Stop Loving You (Duett mit Sheryl Crow)          | Michael Jackson                                                                                | 4:23  |
| She’s Out of My Life                                          | Tom Bahler                                                                                     | 3:16  |
| I Want You Back / The Love You Save / I’ll Be There           | Berry Gordy, Freddie Perren, Alphonzo Mizell, Deke Richards, Bob West, Willie Hutch, Hal Davis | 5:06  |
| Rock with You                                                 | Rod Temperton                                                                                  | 4:05  |
| Human Nature                                                  | Steve Porcaro, John Bettis                                                                     | 4:29  |
| Smooth Criminal                                               | Michael Jackson                                                                                | 4:41  |
| Dirty Diana                                                   | Michael Jackson                                                                                | 5:01  |
| Thriller                                                      | Rod Temperton                                                                                  | 4:28  |
| Workin’ Day and Night                                         | Michael Jackson                                                                                | 5:55  |
| Beat It                                                       | Michael Jackson                                                                                | 5:44  |
| Billie Jean                                                   | Michael Jackson                                                                                | 5:39  |
| Bad                                                           | Michael Jackson                                                                                | 4:28  |
| Man in the Mirror                                             | Siedah Garrett, Glen Ballard                                                                   | 6:22  |

#### DVD: Michael Jackson: Live im Wembley Stadium (16. Juli 1988)
| Titel                                                       | Autor(en)                                                                                      | Länge |
| ----------------------------------------------------------- | ---------------------------------------------------------------------------------------------- | ----- |
| Wanna Be Startin’ Somethin’                                 | Michael Jackson                                                                                | 6:32  |
| This Place Hotel (mit The Jacksons)                         | Michael Jackson                                                                                | 4:43  |
| Another Part of Me                                          | Michael Jackson                                                                                | 4:24  |
| I Just Can’t Stop Loving You (Duett mit Sheryl Crow)        | Michael Jackson                                                                                | 4:55  |
| She’s Out of My Life                                        | Tom Bahler                                                                                     | 3:53  |
| I Want You Back / The Love You Save / I’ll Be There         | Berry Gordy, Freddie Perren, Alphonzo Mizell, Deke Richards, Bob West, Willie Hutch, Hal Davis | 7:17  |
| Rock with You                                               | Rod Temperton                                                                                  | 4:23  |
| Human Nature                                                | Steve Porcaro, John Bettis                                                                     | 5:12  |
| Smooth Criminal                                             | Michael Jackson                                                                                | 6:24  |
| Dirty Diana                                                 | Michael Jackson                                                                                | 6:24  |
| Thriller                                                    | Rod Temperton                                                                                  | 5:29  |
| Bad Groove                                                  | Michael Jackson                                                                                | 13:55 |
| Workin’ Day and Night                                       | Michael Jackson                                                                                | 7:59  |
| Beat It                                                     | Michael Jackson                                                                                | 6:45  |
| Billie Jean                                                 | Michael Jackson                                                                                | 8:36  |
| Bad                                                         | Michael Jackson                                                                                | 10:06 |
| Man in the Mirror                                           | Siedah Garrett, Glen Ballard                                                                   | 9:24  |
| The Way You Make Me Feel4                                   | Michael Jackson                                                                                | 5:22  |
| I Just Can’t Stop Loving You / Bad5 (Duett mit Sheryl Crow) | Michael Jackson                                                                                | 11:23 |

### Exclusiv-Edition

#### DVD der Musikvideos vonBad
| Titel                    | Regisseur                      | Länge |
| ------------------------ | ------------------------------ | ----- |
| Bad                      | Martin Scorsese                | 18:05 |
| The Way You Make Me Feel | Joe Pytka                      | 9:24  |
| Speed Demon              | Will Vinton                    | 10:08 |
| Liberian Girl            | Jim Yukich                     | 5:34  |
| Another Part of Me       | Patrick T. Kelly               | 4:45  |
| Man in the Mirror        | Don Wilson                     | 5:03  |
| Dirty Diana              | Joe Pytka                      | 5:05  |
| Smooth Criminal          | Colin Chilvers                 | 9:27  |
| Leave Me Alone           | Jim Blashfield und Paul Diener | 4:36  |

### Legende
- 1 Diese Songs wurden schon auf der 2001 erschienenen Spezial-Edition von Bad veröffentlicht.
- 2 Dieser Song ist eine spanische Version von I Just Can’t Stop Loving You.
- 3 Dieser Song ist eine französische Version von I Just Can't Stop Loving You.
- 4 Diese Performance wurde schon am 15. Juli 1988 in London, Wembley-Stadion, aufgeführt.
- 5 Diese Performance wurde schon am 26. September 1987 in Yokohama, Yokohama Stadium, aufgeführt.

## Chartplatzierungen
| ChartsChartplatzierungen       | Höchstplatzierung | Wochen |
| ------------------------------ | ----------------- | ------ |
| Österreich (Ö3)                | 10 (4 Wo.)        | 4      |
| Vereinigte Staaten (Billboard) | 46 (2 Wo.)        | 2      |